# Place des femmes dans l'agriculture en Afghanistan

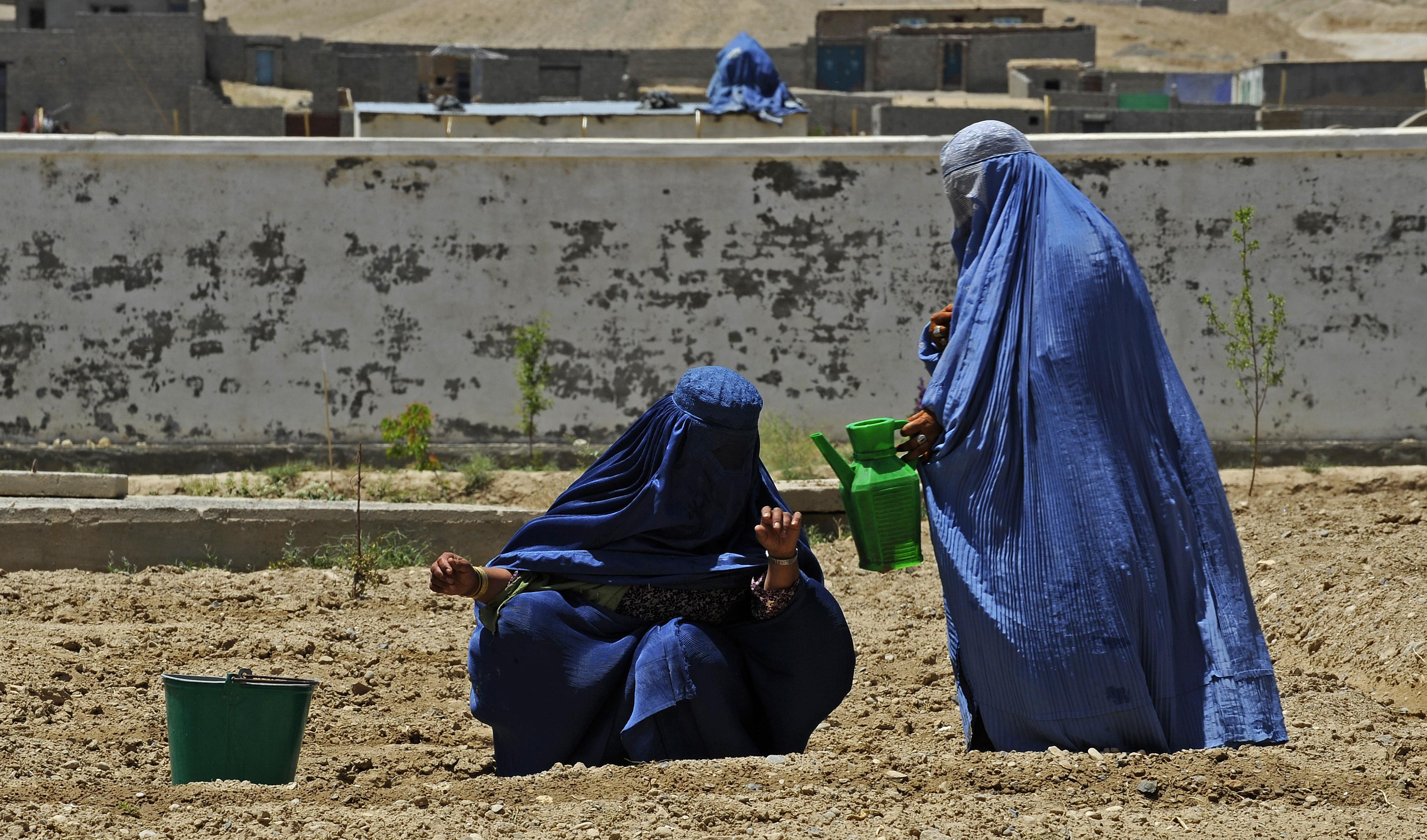
Deux femmes arrosent le sol d'un terrain du Département des affaires féminines de Qalat, situé dans la province afghane de Zabol.

Les rôles des femmes dans l'agriculture en Afghanistan sont façonnés par le paysage culturel du pays. Les femmes représentent près de la moitié de la main-d'œuvre agricole en Afghanistan. Cependant, bien que la régularité du travail des femmes soit primordiale à la stabilité de l'agriculture, leurs contributions dans ce domaine ne sont pas toujours rétribuées à hauteur du travail réalisé.

## Historique
Les femmes afghanes sont surtout sollicitées pour aider aux travaux des champs ou s'occuper du bétail. Comme les Amish aux États-Unis, les hommes afghans dominent traditionnellement l'agriculture en Afghanistan. La production de semences est également traditionnellement effectuée par des agriculteurs de sexe masculin en Afghanistan.
Les femmes ont des droits fonciers inférieurs en Afghanistan, bien que la Constitution puisse être interprétée comme permettant aux femmes de posséder des terres et que la charia islamique prévoit des dispositions permettant aux veuves et aux filles d'hériter d'une part des terres. Les femmes qui possèdent ou gèrent des terres dans certaines parties du pays sont incapables de les vendre, et la terre est transmise par héritage. De nombreuses femmes sont également traditionnellement limitées dans leurs déplacements et sont souvent incapables de sortir de leurs villages.

## Agriculture moderne
Aujourd'hui, les femmes représentent près de la moitié de la main-d'œuvre agricole, même si, dans de nombreuses zones rurales, elles sont encore marginalisées. Les contributions des femmes à l'agriculture en Afghanistan sont souvent "peu récompensées". Les femmes participent beaucoup à la culture de l'opium, à l'élevage du bétail et à la production de produits laitiers, mais reçoivent rarement un salaire. Pourtant, la participation des femmes à l'agriculture est souvent considérée comme "clé, non seulement pour assurer une production agricole accrue, mais aussi pour améliorer la sécurité alimentaire et nutritionnelle". Les femmes sont "une force de stabilité dans leurs communautés". Elles sont également considérées comme des agents de changement dans leurs ménages.
Les femmes jouent un rôle déterminant dans l'organisation de petits syndicats agricoles villageois en Afghanistan ces dernières années. Le travail des femmes avec les syndicats agricoles rehausse également leur statut dans les régions où elles vivent, où elles ne sont plus connues comme épouses et mères, mais plutôt par leurs rôles dans le syndicat. En outre, les femmes aident à introduire de nouveaux types de cultures dans les zones qu'elles cultivent, telles que le chou, le chou-fleur, les tomates et les haricots qui sont plus compétitifs sur le marché.
À Parwan-Bastan, les femmes ont l'opportunité de s'impliquer dans la production de semences et créent des "entreprises semencières villageoises". En dehors de Kaboul, des programmes de formation agricole pour les femmes sont mis en œuvre depuis 2009. Ces programmes permettent aux femmes de gagner leur propre argent et d'atteindre l'indépendance financière.
Les organisations non gouvernementales (ONG), telles que le Partenariat mondial pour l'Afghanistan (GPFA), aident les femmes à s'impliquer davantage dans l'agriculture. De telles initiatives permettent de revitaliser les vergers, de construire des chambres froides et de distribuer leurs produits. Un autre programme qui aide les femmes dans leur entreprise agricole est le Programme de solidarité nationale (NSP) qui est développé par le ministère afghan de la Réhabilitation et du Développement rural (en) en 2003. Le NSP fournit des ressources agricoles aux femmes, qui peuvent inclure une subvention de poulets, des allégements fiscaux et la commercialisation de leurs entreprises.

## Discrimination fondée sur le genre
Certaines femmes afghanes ont des difficultés à vendre leur produit en raison de leur genre. Une femme de la province de Baghlan décrit sa propre expérience : "Cela m'énerve vraiment lorsque je rencontre des commerçants pour parler de la vente de mes fruits et qu'ils me disent : Envoie un homme de ta famille parce que tu es une femme".